# Serdar Kilic
Pour les articles homonymes, voir Kılıç.
Serdar Kilic, né le 20 août 1979 à Charleroi est un homme politique belge wallon, membre du PS depuis 2003.  Il est le premier député wallon dont les parents sont d’origine turque
Il est licencié en Sciences politiques (Relations internationales) et Master en Sociologie politique (ULB ; attaché parlementaire au Parlement wallon (2005) ; il contribue à la relance des JS dans la région de Charleroi[réf. nécessaire] ; vice-président des JS de Mont-sur-Marchienne ; engagé au ministère de la Région wallonne, il travaille au sein de la Direction générale de l’Action sociale et de la Santé, chargé principalement des projets visant à l’intégration des populations d’origine étrangère et à l’égalité des chances; Chargé de cours à l’IETC/Université du Travail.

## Fonctions politiques
- Conseiller communal à la ville de Charleroi (2006-)
- échevin de l'Enseignement (2012-)
- député au Parlement wallon : 
  - du 23 juin 2009 au 24 mai 2014
  - le 18 juin 2014, il prêté serment pour remplacer Anthony Dufrane, puis se déclare empêché comme échevin[1].